# بخش اولیانوفسکی، استان اولیانوفسک
بخش اولیانوفسکی (به لاتین: Ulyanovsky District) یک منطقهٔ مسکونی در روسیه است که در استان اولیانوفسک واقع شده‌است.